# Hongqi HS7
La Hongqi HS7 è una vettura prodotta dalla casa automobilistica cinese Hongqi a partire dal 2019.

## Prima generazione (2019-2023)
L'HS7 è un SUV di grandi dimensioni a 7 posti, alimentato da un motore sovralimentato da 3,0 litri che eroga 337 cavalli e 445 Nm, abbinato a un cambio automatico Aisin a 8 velocità. L'accelerazione da 0 a 100 km/h viene coperta in 7,8 secondi. Nel 2020 è stato aggiunto un motore turbo da 2,0 litri che produce 252 cavalli e 380 Nm accoppiato a un cambio a doppia frizione a 7 marce.
Tutti i modelli da 3,0 litri vengono forniti di serie con un sistema di trazione integrale permanente, mentre tutti i modelli da 2,0 litri hanno di serie la trazione posteriore.
All'interno è presente un display LCD da 12,3 pollici per il cruscotto e un schermo nella console centrale da 10,1 pollici.

## Seconda generazione (2023-)

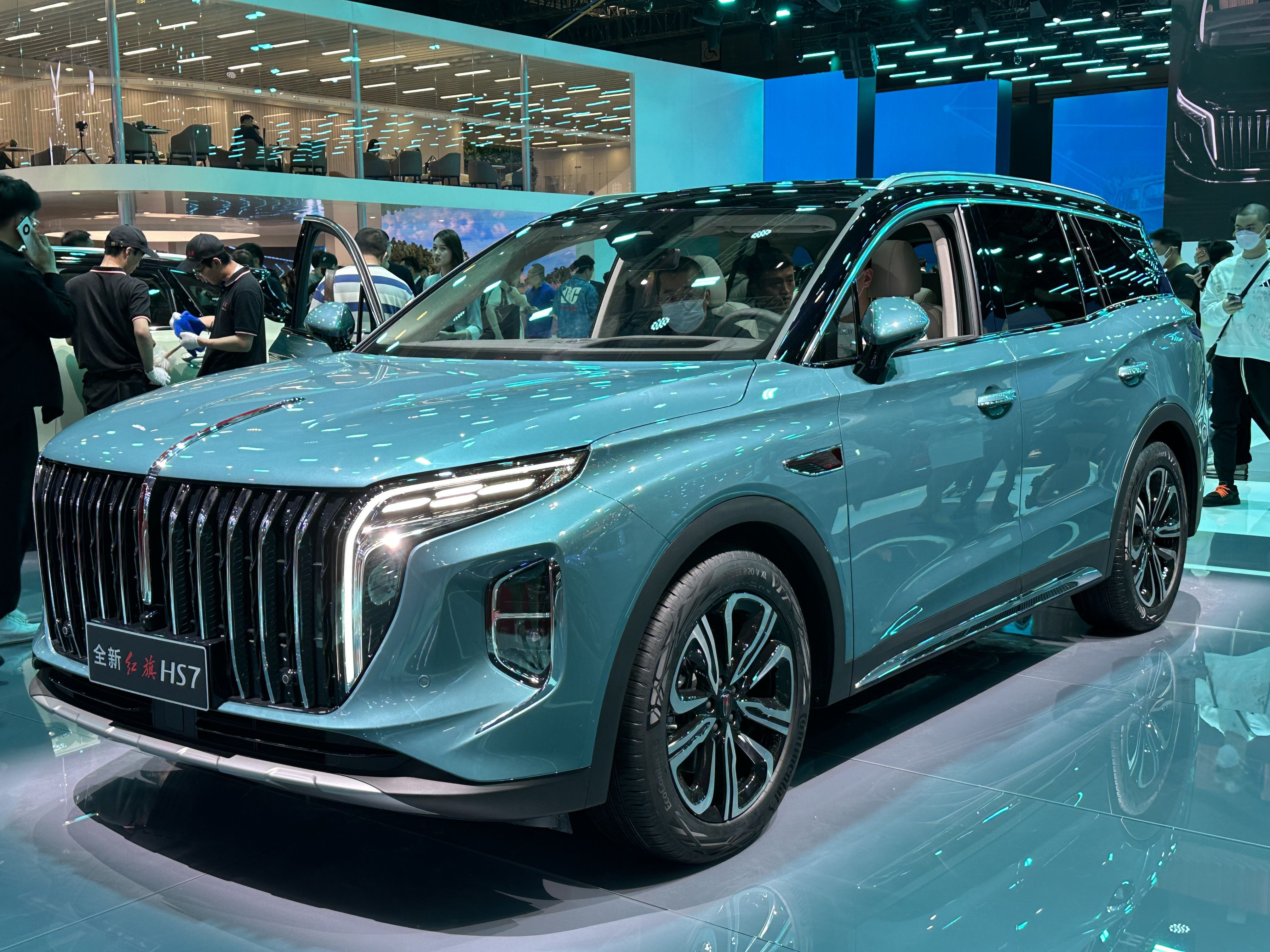
HS7 2ª serie

Durante il salone di Shanghai 2023, è stata svelata la seconda generazione Hongqi HS7. La vettura ha subito un importante e profonda riprogettazione, con significativo cambiamenti sia all'esterno che all'interno.
La seconda generazione misura 4995 millimetri in lunghezza, 1960 millimetri in larghezza e 1760 millimetri in altezza, con un passo di 2920 millimetri. Gli interni sono stati rinnovati in modo completo, con un pannello LCD per il quadro strumenti da 12,3 pollici, abbinato a uno schermo centrale per il sistema multimediale da 12,6 pollici e a un display Head-Up (HUD) posto dietro il cruscotto.
A spingere la vettura c'è un motore turbocompresso da 2,0 litri di origine FAW, dotato di sistema di iniezione del carburante ad alta pressione da 350 bar e controllo elettronico della waste gate con turbina a bassa inerzia. Eroga una potenza di 185 kW e una coppia massima di 380 N·m. Inoltre, il veicolo è abbinato ad un sistema ibrido leggero con rete elettrica da 48 V coadiuvato da un cambio automatico a 8 velocità TR-80 fornito dalla Aisin.